# MyB
MyB (кор. 마이비, стилізується як myB) — колишній південнокорейський жіночий гурт, сформований Maroo Entertainment. До складу MyB входило шість учасниць: Чункьон, Хічу, Ючон, Мунхі, Джівон, Хаюн. Гурт дебютував 25 серпня 2015 року з сингл-альбомом My Oh My. 13 листопада 2015 року вони випустили другий сингл-альбом Ddoddo, перш ніж гурт офіційно розпався 16 грудня 2016 року. Мунхі та Хаюн знову дебютували у новому дівочому гурті Maroo Entertainment — BONUSBaby в січні 2017.

## Учасниці
| Сценічний псевдонім | Сценічний псевдонім | Сценічний псевдонім | Справжнє ім'я | Справжнє ім'я | Справжнє ім'я | Дата народження              | Позиція у гурті                     |
| Українською         | Латиницею           | Хангилем            | Українською   | Латиницею     | Хангилем      | Дата народження              | Позиція у гурті                     |
| ------------------- | ------------------- | ------------------- | ------------- | ------------- | ------------- | ---------------------------- | ----------------------------------- |
| Чункьон             | Jookyung            | 주경                | Лі Лінха      | Lee Linha     | 이린하        | 27 вересня 1997 (27 років)   | Лідерка, головна реперка            |
| Хічу                | Heejoo              | 희주                | Чон Хічу      | Jeon Heejoo   | 전희주        | 30 листопада 1996 (28 років) | Головна танцюристка, саб-вокалістка |
| Ючон                | Ujung               | 유정                | Лі Ючон       | Lee Yoojung   | 이유정        | 26 лютого 1997 (28 років)    | Вокалістка                          |
| Мунхі               | Moonhee             | 문희                | Чхве Мунхі    | Choi Moonhee  | 최문희        | 25 квітня 1997 (27 років)    | Реперка                             |
| Джівон              | G-won               | 지원                | Кан Джівон    | Kang Jiwon    | 강지원        | 3 липня 1997 (27 років)      | Головна вокалістка                  |
| Хаюн                | Hayoon              | 하윤                | Чон Хаюн      | Jung Hayoon   | 정하윤        | 21 листопада 1998 (26 років) | Вокалістка, макне                   |

## Дискографія

### Сингл-альбом
| Назва               | Деталі альбому                                                                             | Пікові позиції у чартах | Продажі               |
| Назва               | Деталі альбому                                                                             | KOR                     | Продажі               |
| ------------------- | ------------------------------------------------------------------------------------------ | ----------------------- | --------------------- |
| My Oh My (심장어택) | - Реліз: 25 серпня 2015 - Лейбл: Maroo Entertainment - Формат: CD, цифрове завантаження    | 26                      | - Південна Корея: 422 |
| Ddoddo (또또)       | - Реліз: 13 листопада 2015 - Лейбл: Maroo Entertainment - Формат: CD, цифрове завантаження | 22                      | - Південна Корея: 635 |